# King Sabata Dalindyebo
King Sabata Dalindyebo es un municipio de la provincia de Cabo Oriental en Sudáfrica, con una población estimada en marzo de 2016 de 490 207 habitantes.
Se encuentra al este de la provincia, cerca de la frontera con la provincia KwaZulu-Natal y de la costa del océano Índico. 